# Han Solo
Han Solo er en person i Star Wars-universet. Han spilles af Harrison Ford i Star Wars Episode IV: Et nyt håb, Star Wars Episode V: Imperiet slår igen og Star Wars Episode VI: Jediridderen vender tilbage.

## Karakter
Det var bevidst fra George Lucas' side, at Han Solo skulle være en modsætning til Luke Skywalker. Luke er den type der gerne vil hjælpe andre, og er ikke særlig selvcentreret. Men Han Solo derimod, er meget egoistisk, og han bekymrer sig i det store hele næsten kun om sig selv. Desuden er Han en meget arrogant type, hvor Luke er mere beskeden og forsigtig. Han Solo tror heller ikke på Kraften, og får da også at vide i en diskussion med Prinsesse Leia, at det eneste han rent faktisk tror på, er penge! Ydermere er Han Solo en smart og snedig type, i modsætning til at Luke godt kan forekomme at være en lille smule naiv.

## Optrædener

### Original-trilogien
Han Solo dukker op i Star Wars Episode IV: Et nyt håb, hvor Luke og Obi-Wan Kenobi leder efter en pilot, der kan bringe dem til Alderaan. Han Solo og hans makker Chewbacca administrerer sammen rumskibet Tusindårsfalken. Men tingene går ikke som planlagt, og besætningen ender på Dødsstjernen, hvor de dog får befriet Prinsesse Leia. Han Solo bliver hurtigt tiltrukket, og senere forelsket, i Leia. 
I Imperiet slår igen udvikles det personlige forhold mellem Han Solo og Leia, men det ender brat da Solo efter et baghold bliver frosset ned, og overleveret til Jabba the Hutt. 
Leia befrier ham dog i Jediridderen vender tilbage, og ender selv som slave for Jabba, på bekostning af det. Det lykkedes dog Luke at befri både Leia og Han Solo, umiddelbart efter de blev taget til fange af Jabba. I Star Wars Legends (som tidligere hed Star Wars Expanded Universe) ender alt dog godt og Han og Leia bliver gift på planeten Dathomir og får tvillinger - en pige Jaina og en dreng Jacen, de får senere sønnen Ben Solo
Solo.